# 서기묘소 및 신도비
서기묘소 및 신도비는 대한민국 충청남도 공주시 반포면에 있다. 2010년 4월 15일 공주시의 향토문화유적 제27호로 지정되었다.